# Thales Group
Thales Group este un concern francez activ în industriile aerospațială, a apărării și în cea electronică. Compania are sediul central în cartierul european de afaceri din Paris, La Défense. Acțiunile companiei sunt cotate pe Euronext Paris.
Compania și-a schimbat numele în Thales (de la filosoful grec Thales) din Thomson-CSF în decembrie 2000, la scurt timp după achiziționarea Racal Electronics plc, un grup britanic de electronică.